# Pickenpack Holding Germany
Pickenpack ist einer der größten deutschen und europäischen Hersteller von tiefgekühlten Produkten aus Fisch und Meeresfrüchten. Die Unternehmensgruppe hat ihren Sitz in Lüneburg, weitere Standorte befinden sich in Riepe (Fischstäbchenwerk) sowie für Süd- und Westeuropa in Wimille bei Boulogne-sur-Mer. Produziert wird überwiegend für Handelsmarken von Lebensmitteldiscountern und andere Großabnehmer.

## Struktur bis zur Insolvenz
Unter der führenden Pickenpack Holding Germany GmbH bestand die Unternehmensgruppe bis zur Insolvenz aus folgenden deutschen Firmen, alle ebenfalls mit Sitz in Lüneburg:
- Pickenpack Europe GmbH
- Pickenpack Production Lüneburg GmbH
- TST The Seafood Traders GmbH
- Am 20. Januar 2016 wurde die PPV Pickenpack Vertriebs GmbH als Vertriebsarm der Gruppe ins Handelsregister eingetragen.

Hinzu kam die Gelmer SAS in Wimille, Frankreich.

## Geschichte

### Anfänge als Fischereibetrieb
Am 20. September 1906  gründete Julius Pickenpack in Altona einen Hochseefischereibetrieb, der 1907 mit der Esteburg als erster der Branche ein Dampfschiff einsetzte.

### Umorientierung auf Tiefkühlfisch
Mitte der 1950er Jahre orientierte das Familienunternehmen sich wegen der zu kleinen deutschen Fanggründe um auf Tiefkühlfisch (1956 Umfirmierung zur Pickenpack Tiefkühlgesellschaft) und übernahm für mehrere Hamburger Fischereiunternehmen dessen Vertrieb. 1975 entstand ein eigener Verarbeitungsbetrieb in Lüneburg.

### Vom Familienunternehmen in wechselnde Hände
Zum Jahreswechsel 1998/1999 veräußerte der bislang in dritter Generation geschäftsführende Gesellschafter Jan Pickenpack, unter anderem aufgrund anstehender steuerrechtlicher Neuregelungen, sein Unternehmen an eine Investorengruppe um den niederländischen Mehrheitsgesellschafter, das Finanzinvestmentunternehmen Gilde Buy Out Partners. 2003 erfolgte der Verkauf an Hussmann & Hahn unter Zusammenschluss zur Pickenpack Hussmann & Hahn Seafood GmbH (PHHS). Im Jahr 2005 wurde diese von der isländischen Icelandic Group übernommen. Im Jahr 2008 erreichte der Umsatz rund 240 Millionen Euro, sank dann aber ab. 2011 verkaufte Icelandic die Pickenpack-Gruppe an ein Investorenkonsortium um den chinesischen Fischkonzern Pacific Andes, der über zypriotische Zwischengesellschaften einen Anteil von 19 % übernahm (auch die restlichen Investoren sind Holdinggesellschaften mit Sitz in Zypern). Zur Pickenpack-Gruppe hinzu kam 2013 The Seafood Traders; diese erst wenige Jahre zuvor gegründete Firma mit ihrer (auf dem Gelände eines 2009 stillgelegten Werkes der Heristo-Tochter Crustimex/pro.ffa) 2012 neu errichteten Fischstäbchenfabrik in der Nähe von Aurich im  Ihlower Ortsteil Riepe hatte zuvor zu 60 % der japanischen Nissui-Gruppe gehört. 2013 war der Umsatz der Pickenpack-Gruppe auf etwa 180 Millionen Euro gesunken, damit einher gingen diverse Sparmaßnahmen und Umstrukturierungen, auch starke Einschnitte beim Personalbestand.

### Insolvenz
Nach mehreren Jahren in Folge mit stark steigender Verschuldung stellten die deutschen Firmen der Pickenpack-Gruppe Anfang Dezember 2015 einen Antrag auf Insolvenzverfahren, die Gelmer SAS war davon nicht betroffen. Ursächlich waren laut Meldungen in der Fachpresse hauptsächlich Finanzprobleme des Mutterkonzerns Pacific Andes, die zur Verweigerung von Kreditversicherungen führten. Hinzu kämen Produktions-Überkapazitäten in der Branche und die wegen des scharfen Preiswettbewerbs extrem niedrigen Verdienstspannen bei Massenware wie Fischstäbchen im Discountsektor. 2012 soll Pickenpack in der Hoffnung auf künftig sinkende Rohstoffkosten einen nicht kostendeckenden Liefervertrag mit dem Aldi-Einkauf geschlossen haben, dabei seien aber Währungsrisiken nicht abgesichert worden, der starke Dollar habe dann die Beschaffungskosten erhöht; zudem seien die Lohnkosten in Deutschland relativ hoch, so dass das Geschäftsmodell insgesamt nicht tragfähig gewesen sei.
Das Beratungsunternehmen
Ernst & Young wurde mit der Suche nach einem Käufer beauftragt. Unter den Kaufinteressenten für die Fischstäbchenfabrik TST in Riepe waren laut Informationen der Fachpresse die dem asiatischen Fischkonzern Pacific Andes nahestehende Greenland Seafood Europe (Bremen/Wilhelmshaven/Paris), das bereits 2003 zeitweise an Pickenpack beteiligte Private-Equity-Investmentunternehmen Orlando Management sowie die US-amerikanische Firma Bregal Partners, ein Geschäftsbereich von Bregal Investments der Familie Brenninkmeijer, der bereits im Fischereisektor investiert ist, unter anderem in die American Seafoods Group. Kein Kaufinteressent war bereit, das ältere, nicht modernisierte Lüneburger Werk zu übernehmen. Daher entschied der Insolvenzverwalter, es per Ende Juni 2016 zu schließen, wodurch rund 400 Arbeitsplätze verloren gehen. Für die Gelmer SAS konnte eine Übernahme durch Greenland Seafood vereinbart werden. Die TST in Riepe und die Vertriebsgesellschaft PPV wurden schließlich an den größten Fischkonzern der USA, Trident Seafoods, verkauft, der erst nach dem Beschluss zur Herausnahme der Lüneburger Betriebsstätte aus dem Verkaufspaket und Schließung in den Bietprozess eingestiegen war. Die Immobilie des geschlossenen Standorts Lüneburg erwarb die Firma Tofutown, ein expandierender Hersteller veganer Nahrungsmittel, der in unmittelbarer Nachbarschaft bereits eine Produktionsstätte hat.